# Manolo Millares
Pour les articles homonymes, voir Millares (homonymie).
Manolo Millares Sall (ou Manolo Millares) est un peintre et graveur espagnol, né aux Canaries à Las Palmas de Gran Canaria, le 17 janvier 1926, et mort à Madrid, le 14 août 1972. 

## Biographie
Autodidacte en tant qu'artiste, Millares est initié au surréalisme en 1948. En 1953, il s'installe à Madrid et devient peintre abstrait. En 1957 Millares et d'autres artistes ont fondé le groupe d'avant-garde El Paso (La Marche) à Madrid. Les membres d'El Paso au moment de la signature du manifeste et dans leurs premières expositions en groupe étaient les peintres Rafael Canogar, Luis Feito, Juana Francés, Manolo Millares, Manuel Rivera, Antonio Suárez, Antonio Saura et le sculpteur Pablo Serrano. Après avoir montré son travail à San Pablo en 1957, le travail de Millares a été présenté aux États-Unis depuis 1958. Il a acquis une réputation internationale au début des années 1960 et a eu une exposition personnelle à la Pierre Matisse Gallery de New York en 1961.
L'exposition Ateneo de Madrid de 1957 de ses toiles de jute et son inscription à la Biennale de Venise la même année lui valent une reconnaissance internationale et les marchands Pierre Matisse et Daniel Cordier signent des accords avec lui en 1959. En 1960, Millares présente sa première exposition personnelle à la Pierre Matisse Galerie, New York. Il participe à l'exposition European Art Today: 35 Painters and Sculptors au Minneapolis Institute of Arts, en 1959, et à Before Picasso: After Miró au Solomon R. Guggenheim Museum, New York (1960). Le travail de Millares a été inclus dans des expositions de groupe aux États-Unis tout au long de sa vie. En 1970, il a produit un film sur sa vie et son travail, filmé par sa femme Elvireta Escobio, qui montrait des images entrecoupées d'images de guerre, de fascisme et de paysages désolés.
En Espagne son œuvre était représenté par la Galeriá Juana Mordó. Une des dernières expositions avant sa mort en 1972 et avec plus de 40 peintures et gouaches un aperçu complet a eu lieu du 24 septembre au 4 novembre 1971 à la galerie de Margarete Lauter à Mannheim en collaboration avec Juana Mordó. Les peintures des dernières années de création de Millares sont enfin exposées dans sa dernière exposition de son vivant du 23 novembre 1971 au 9 janvier 1972 au Musée d'Art Moderne de la Ville de Paris.
Des expositions posthumes ont eu lieu à la Galerie Pierre Matisse, New York (1974), au Museo Nacional Centro de Arte Reina Sofía, Madrid (1992) et au Sen-oku Hakuko Kan Museum, Tokyo (2003). En 2004, le catalogue raisonné d'Alfonso de la Torre des peintures de Millares a été publié par la Fundacion Azcona et le Museo Nacional Centro de Arte Reina Sofía.

## Langage artistique
Millares, l'un des peintres espagnols les plus importants de l'après-guerre 1945, est réputé pour ses spectaculaires collages créés à l'aide d'un sac en toile de jute. La toile de jute, parfois nue, était tendue, les pièces cousues grossièrement pour créer des larmes et des vides. Sa peinture vitale et gestuelle, dans des tons sombres, noir, blanc et rouge, éclaboussait et coulait sur la surface. Réalisées pour la première fois en 1953, les toiles de jute sont profondément ancrées dans la préhistoire des îles Canaries, en particulier celle des autochtones, les Guanches. Les cadavres embaumés de ce peuple préhispanique lui étaient connus grâce aux vastes expositions hébergées au Museo Canario de Las Palmas. Millares est associé au mouvement informaliste, qui a mis l'accent sur l'expérimentation formelle et l'engagement politique, et est considéré comme largement responsable de la renaissance de l'art espagnol moderne. Il a développé son propre langage visuel inspiré du peuple préhispanique, dont il a réconcilié les formes organiques peintes sur les parois des grottes avec l'automatisme des surréalistes. Millares a donc combiné tradition et expression directe, préhistoire et symbolisme contemporain.

## Hommages

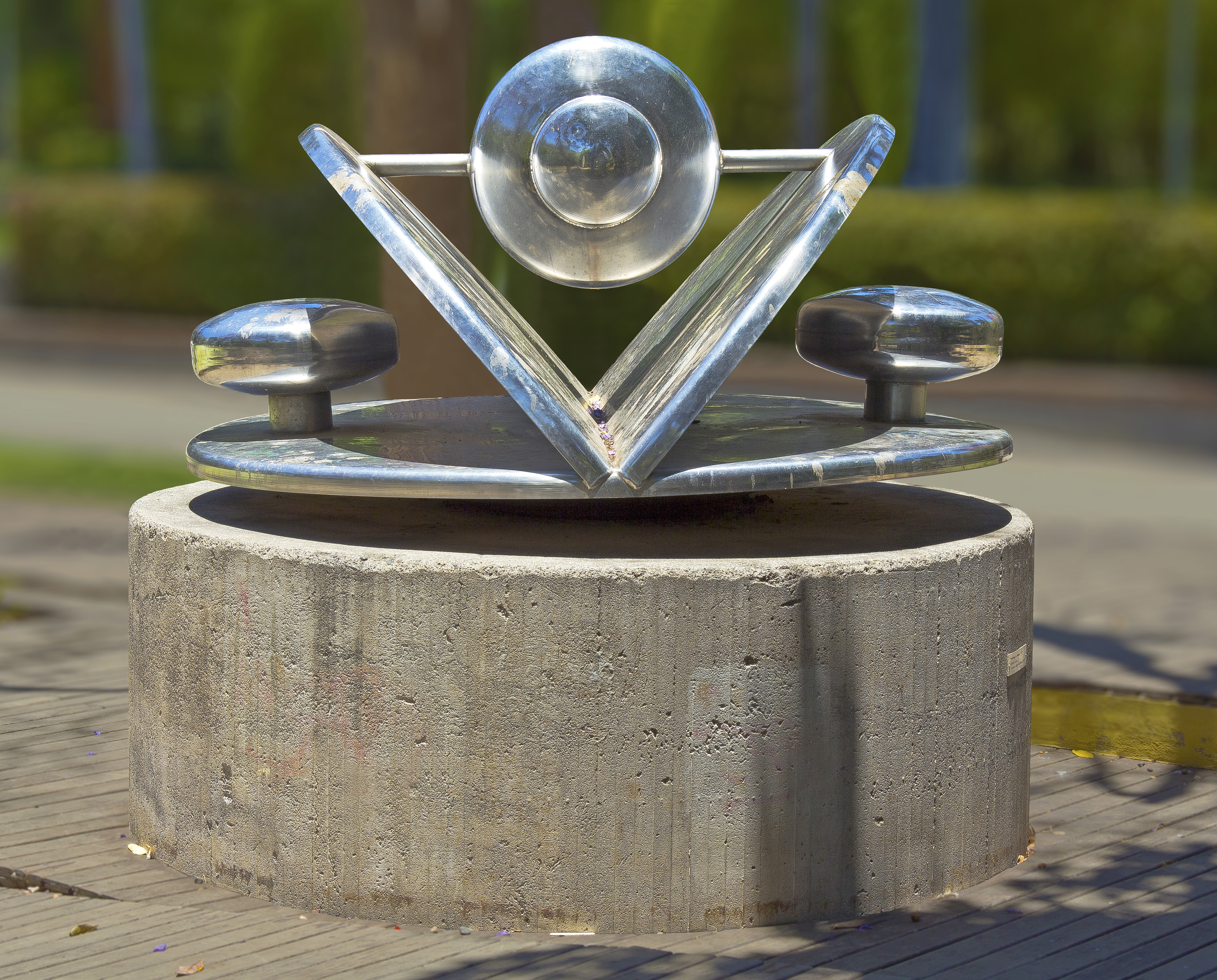
Claude Viseux, Hommage à Millares, Santa Cruz de Tenerife

- Hommage à Millares, sculpture de Claude Viseux, Parque García Sanabria, Santa Cruz de Tenerife.

## Réception critique
- « L'art espagnol contemporain doit beaucoup à cet artiste qui participa activement, au lendemain de la Seconde Guerre mondiale, au renouveau de la peinture contre les doctrines officielles. Millares fut sans doute l'artiste d'avant-garde espagnol le plus connu dans les années 1950. Ses œuvres décrivent le sentiment tragique de la souffrance physique et morale par le pouvoir expressif de la toile, matériau de base du tableau, déformée, nouée, cousue, brûlée, etc. » - Gérald Schurr[4]